# Modibo Keïta (1915-1977)
Pour les articles homonymes, voir Modibo Keïta et Keita.
Ne doit pas être confondu avec le premier ministre homonyme.
 (juin 2019).
Modibo Keïta (), né le 4 juin 1915 à Bamako et mort le 16 mai 1977 en détention au camp des commandos parachutistes de Djikoroni Para à Bamako, est un homme d'État malien. Il est président du gouvernement (chef de l'État) du Mali de 1960 à 1968 et chef du parti unique malien l'Union soudanaise – Rassemblement démocratique africain (US-RDA).
Modibo Keïta s'affiche dans un premier temps comme un panafricaniste  convaincu et est l'auteur d'un rapprochement avec l'Union soviétique. Il partage à cette époque cette politique avec Gamal Abdel Nasser d'Égypte, Kwame Nkrumah du Ghana, Ahmed Ben Bella d'Algérie ou Nehru d'Inde. L'échec de sa politique économique socialiste appauvrit considérablement le pays et freine son développement. En 1962, l'adoption du franc malien s'accompagne d'une très forte inflation et ruine une partie importante de la population renforçant le mécontentement et la contestation. Les répressions et difficultés alimentaires qui s'ensuivent rendent le régime de Modibo Keïta encore davantage impopulaire. Il est renversé le 19 novembre 1968 lors d'un coup d'État organisé les forces armées maliennes et emprisonné à Kidal. Transféré à Bamako, il meurt en détention le 16 mai 1977.

## Enfance et jeunesse
Modibo Keïta est né le 4 juin 1915 à Bamako-Coura, un quartier de Bamako, alors capitale du Soudan français. Fils de Daba et Fatoumata Camara, Modibo est issu d'une famille malinké. Après avoir fréquenté de 1925 à 1931 l'école primaire de Bamako, il entre en 1931 à l'école primaire supérieure Terrasson de Fougères (actuel lycée Askia Mohamed) et en 1934, il poursuit ses études à l'École normale William-Ponty de Gorée à Dakar. Ses professeurs le signalèrent déjà comme un bon élément mais aussi comme un agitateur anti-français à surveiller. Il sort major de sa promotion et, en 1936, devient instituteur. Il enseignera d'abord en brousse puis à Bamako, Sikasso et Tombouctou. Il épouse en 1939 Mariam Travélé, qui l'accompagnera dans toutes ses luttes.

## Débuts de son engagement
Très vite, il adhère à plusieurs associations. Il fonde avec Mamadou Konaté, l'« Association des lettrés du Soudan » qui deviendra par la suite le « Foyer du Soudan ». Il s'investit dans les activités culturelles et anime le groupe « Art et Travail ».
En 1937, il fonde avec le Voltaïque Ouezzin Coulibaly le « syndicat des enseignants d'Afrique-Occidentale française ».
Il devient membre du « Bloc soudanais » créé par Mamadou Konaté.
En 1943, il fonde avec son ami Jean Marie Koné la revue L'Œil de Kénédougou dans laquelle il critique le pouvoir colonial.

## Parcours politique
Après la Seconde guerre mondiale, il est cofondateur et secrétaire général de l'Union soudanaise et adhère en 1946 au Rassemblement Démocratique Africain (RDA). Considéré par le régime colonial comme un dangereux opposant, il est interné quelque temps en 1946
En 1948, il est élu conseiller général du Soudan français au titre de la circonscription de Bamako-Kita. En 1953, il est élu conseiller de l'Union française. Le 26 novembre 1956, il devient maire de Bamako et est élu député à l'Assemblée nationale française dont il devient vice-président.
Il siégera deux fois comme secrétaire d'État dans les gouvernements français de la Quatrième République :
- Secrétaire d'État à la France d'Outre-mer du gouvernement Maurice Bourgès-Maunoury (du 17 juin au 6 novembre 1957) ;
- Secrétaire d'État à la présidence du Conseil du gouvernement Félix Gaillard (du 18 novembre 1957 au 14 mai 1958).

En 1957, son parti remporte une victoire écrasante aux élections et il est élu l'année suivante président de l'Assemblée constituante de la fédération du Mali qui regroupe le Soudan français, le Sénégal, la Haute-Volta et le Dahomey (ces deux derniers pays quitteront rapidement la fédération).

## Président du gouvernement

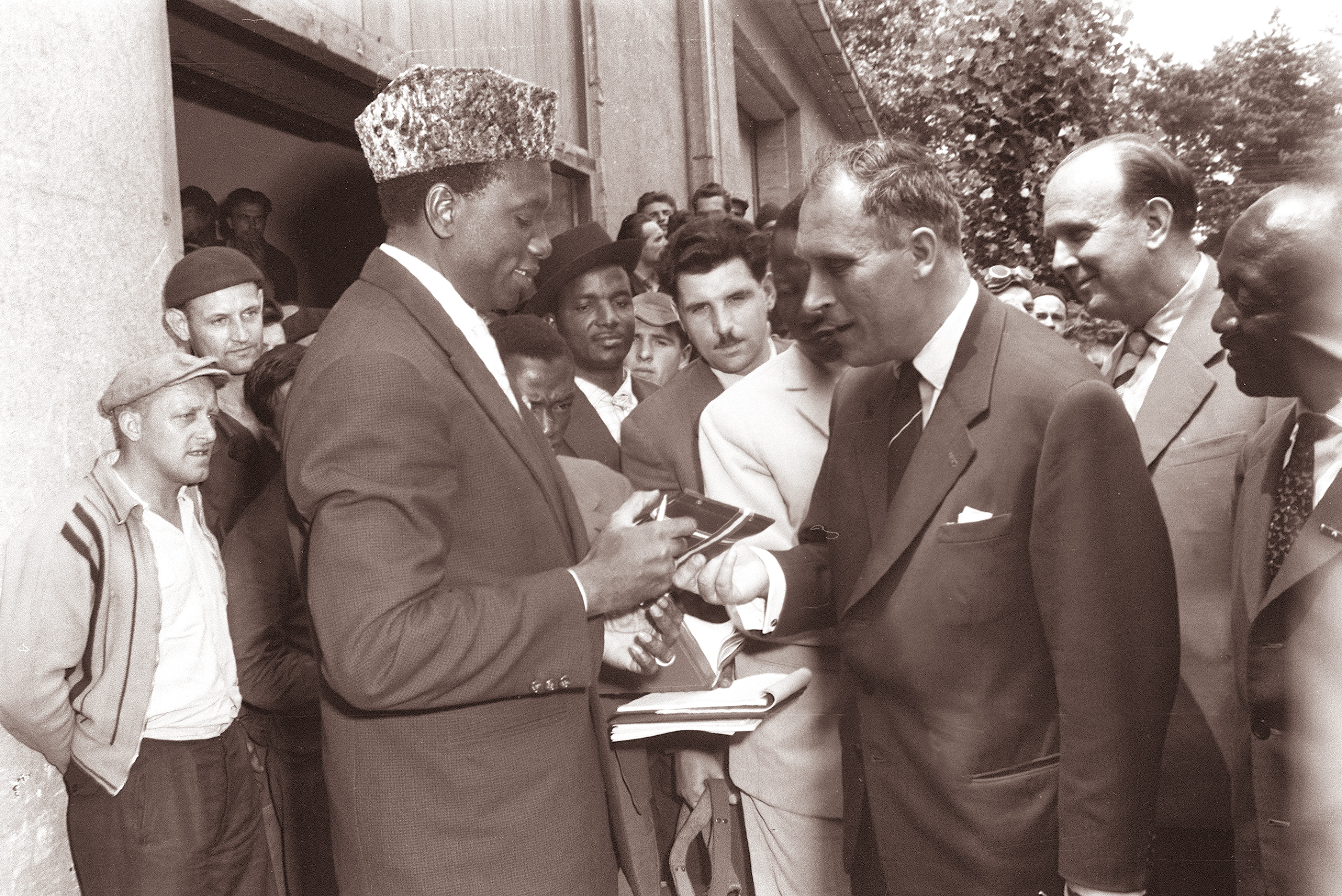
Modibo Keïta le 20 juin 1961, à Maribor, lors d'une visite officielle en Yougoslavie.

Le 20 juillet 1960, Modibo Keïta est nommé chef du gouvernement de la fédération du Mali (qui regroupe le Soudan français et le Sénégal). Après l'éclatement de cette fédération, le 22 septembre 1960, il proclame l'indépendance du Soudan français qui devient la république du Mali. Il en prend la présidence et aligne sa politique sur le "modèle" soviétique.
Socialiste, il oriente son pays vers une socialisation progressive de l'économie, d'abord de l'agriculture et du commerce avec la création en octobre 1960 de la Société malienne d'importation et d'exportation (SOMIEX) ayant le monopole de l'exportation des produits maliens et de l'importation des produits manufacturés et des biens alimentaires (sucre, thé, lait en poudre…) et de leur distribution à l'intérieur du pays. La création du franc malien en 1962 et les difficultés d'approvisionnement entraînent une inflation importante et un mécontentement dans la population, notamment auprès des paysans et des commerçants.
Sur le plan politique, Modibo Keïta fait rapidement incarcérer ses opposants comme Fily Dabo Sissoko et Hammadoun Dicko, anciens députés représentant le Soudan à l'Assemblée nationale française. À partir de 1967, il déclenche la « révolution active » et suspend la constitution en créant le Comité national de défense de la révolution (CNDR). Les exactions des « milices populaires » et la dévaluation du franc malien en 1967 amènent un mécontentement général.
Les autorités tentent aussi d'introduire des politiques de lutte contre l'esclavage, persistant dans certaines régions du pays malgré l'interdiction officielle.
Le 19 novembre 1968, le lieutenant Moussa Traoré organise un coup d'État et renverse Modibo Keïta qu'il envoie en prison à Kidal. Durant neuf ans, de 1968 à 1977, le pays est alors dirigé par le Comité militaire de libération nationale (en) (CMLN).
Modibo Keïta meurt en détention à Bamako le 16 mai 1977 à l'âge de 61 ans dans des circonstances suspectes. Radio-Mali diffuse un communiqué annonçant : « Modibo Keïta, ancien instituteur à la retraite, est décédé des suites d'un œdème aigu des poumons. » Ses obsèques au cimetière d'Hamdallaye donnent lieu à d'importantes manifestations, réprimées violemment par les services de sécurité dirigés alors par Tiécoro Bagayoko. Le président Moussa Traoré est obligé d'intervenir à Radio-Mali pour donner une version « officielle » du décès de Modibo Keïta, qui ne convainc personne. Modibo Keïta est réhabilité en 1992 à la chute du régime de Moussa Traoré par le président Alpha Oumar Konaré. Le mémorial Modibo Keïta est inauguré à Bamako le 6 juin 1999. Son épouse Mariam Keita est décédée en 2014 à 94 ans.
En janvier 2016, l'aéroport international de Bamako-Sénou est rebaptisé : aéroport international Modibo-Keïta.

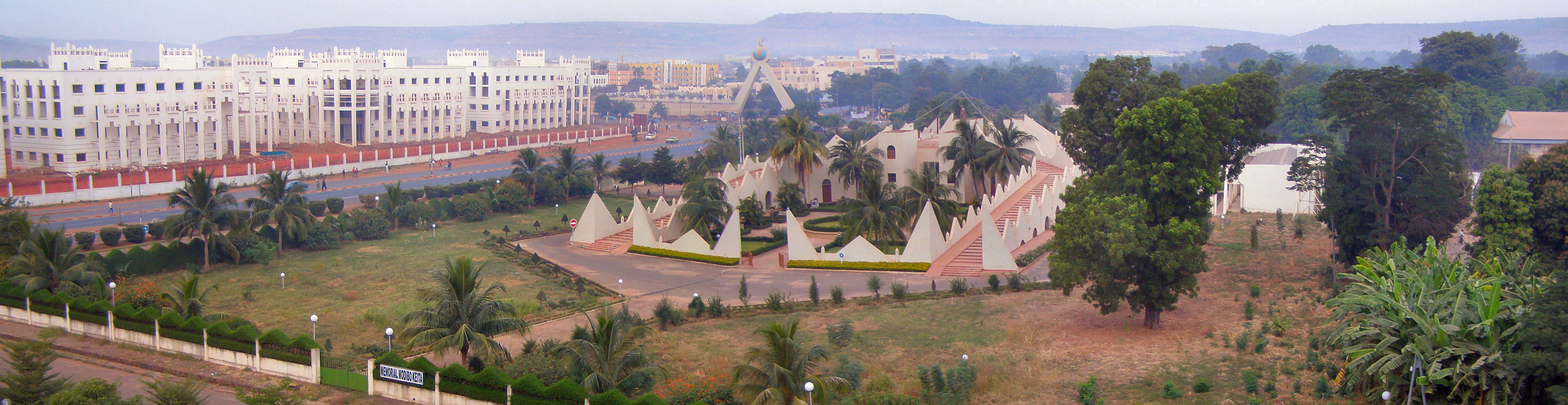
Le mémorial à Modibo Keita est situé non loin du fleuve Niger.

## Panafricaniste
Modibo Keïta a œuvré toute sa vie pour l'unité africaine. D'abord en participant à la création de la fédération du Mali avec Léopold Sédar Senghor.
Après son éclatement, il s'éloigne de Léopold Sédar Senghor et avec Sékou Touré (président de la Guinée) et Kwame Nkrumah (président du Ghana), il fonde l'Union des États de l'Afrique de l'Ouest.
En 1963, il participe à la rédaction de la charte de l'Organisation de l'unité africaine (OUA) dont il est l'un des principaux artisans.
Invitant à Bamako le Roi du Maroc[Lequel ?] et le Président algérien[Lequel ?], il œuvrera pour mettre fin à la « guerre des sables », conflit frontalier entre l'Algérie et le Maroc[Quand ?].
De 1963 à 1966, il normalisera ses relations avec le Sénégal, la Haute-Volta et la Côte d'Ivoire.
Partisan du non-alignement, il a défendu les mouvements nationalistes comme le Front de libération nationale (FLN) algérien.
Selon certains auteurs, ses projets panafricanistes et son souhait d'instaurer des relations plus égalitaires avec la France conduisent rapidement Paris, mais aussi le président de la Côte d'Ivoire Félix Houphouët-Boigny, à le considérer comme un homme à abattre.

## Distinction
En 1963, Modibo Keita reçoit le prix Lénine international.

### Audio & vidéo
- Les Présidents Senghor et Modibo Keïta, court métrage de Paulin Soumanou Vieyra, 1959.
- Modibo Keïta vous parle - Interview recueillie en septembre 1966 par Pierre Morlot, 33 T, Double face, Label : Private A.F.A.S.P.A.
- Twist à Bamako, film de Robert Guédiguian, 2021.